# Brooks megye (Georgia)
Brooks megye az Amerikai Egyesült Államokban, azon belül Georgia államban található. Megyeszékhelye és legnagyobb városa Quitman. Lakosainak száma 16 301 fő (2020. április 1.). Brooks megye Cook, Madison, Lowndes, Colquitt, Jefferson és Thomas megyékkel határos.

## Népesség
A megye népességének változása:
| Lakosok száma | 16 193 | 15 881 | 15 458 | 15 516 | 15 658 | 16 301 |
|               | 2010   | 2011   | 2012   | 2013   | 2015   | 2020   |